# Juan Orlando Hernández
Juan Orlando Hernández Alvarado (Gracias, 28 oktober 1968) is een Hondurese zakenman, politicus, en veroordeeld drugshandelaar. Van 2014 tot 2022 was hij de president van Honduras.

## Biografie

### Jonge jaren en vroege carrière
Hernández studeerde aan de Universidad Nacional Autónoma de Honduras, was daar van 1988 tot 1989 president van de studentenvereniging en studeerde af in de sociale en rechtswetenschappen. Hij behaalde een master in openbare bestuurskunde aan de Staatsuniversiteit van New York. Hij studeerde ook wetgeving aan de Universidad Nacional Autonoma de Honduras. Als jurist was hij advocaat en notaris.
Hernández werd handelaar in koffieteelt in Gracias, heeft zich ingewerkt in de radio- en televisiewereld en bezit meerdere hotels. Hij kreeg bekendheid in Honduras nadat Rafael Pineda Ponce, politicus van de Liberale Partij van Honduras, hem een “cipote malcriado” (verwend kind) noemde.

### Politieke carrière
Juan Orlando Hernández vertegenwoordigde het departement Lempira vanaf 2001 in het Nationaal Congres. Hij werd op 21 januari 2010 verkozen tot president van het congres, waar de Nationale Partij een ruime meerderheid had. Hij trad vier dagen later in functie.
In 2012 ontsloeg hij rechters van het hooggerechtshof die niet loyaal aan hem waren. Zij werden vervangen door rechters die sympathieker stonden tegenover hem en zijn partij.

#### Presidentiële campagne
In 2012 voerde Hernández campagne tegen Ricardo Álvarez om in 2013 de Nationale Partij te vertegenwoordigen bij de presidentsverkiezingen. Hij won deze partijverkiezing in november 2012. In de peilingen van mei 2013 stond hij derde met 18% van de stemmen. Kort daarop trad hij af als parlementsvoorzitter om zich volledig te kunnen richten op zijn campagne voor de presidentsverkiezingen.
Hij begon zijn presidentiële campagne in juli 2013 in Intibucá en La Paz. Zijn campagneslogan was El Pueblo Propone (Het Voorstel Van Het Volk). Hij voerde campagne voor het inzetten van militairen als politie en claimde dat zijn linkse rivaal Xiomara Castro de Policía Militar (Militaire Politie) wilde afschaffen die al opereerde in de twee grootste steden van Honduras. Hernández won de verkiezingen met 36% van de stemmen; het verschil met Castro bedroeg 250.000 stemmen.

#### Presidentschap
Op 27 januari 2014 werd Hernández president van Honduras voor een termijn van vier jaar.
De Hondurese grondwet staat geen herverkiezing van de zittende president toe. In 2016 won Hernández een zaak aangespannen bij het hooggerechtshof, dat besloot dat een tweede termijn wel is toegestaan. Deze uitspraak werd breed veroordeeld, mede omdat alle vijf rechters door Hernández waren aangesteld. Zijn tegenkandidaat Salvador Nasralla, een voormalige PepsiCo-bestuurder en televisiejournalist, had de bestrijding van corruptie als hoofdthema in zijn programma. Tijdens de verkiezingen in november 2017 werden door buitenlandse waarnemers veel onrechtmatigheden geconstateerd. De tellingen werden diverse malen stilgelegd en het leek erop dat Nasralla op een flinke voorsprong lag, maar uiteindelijk verloor hij met 50.000 stemmen. Nasralla accepteerde de uitslag niet en zijn aanhangers gingen de straat op. Hierbij kwamen zo'n 22 mensen om het leven door politiekogels. In januari 2018 werd Hernández beëdigd voor zijn tweede termijn en ook dit ging gepaard met straatprotesten.
Hernández was bij de presidentsverkiezingen van 2021 niet meer verkiesbaar. Hij werd op 27 januari 2022 opgevolgd door Xiomara Castro.